# Rudy de Mérode
Pour les articles homonymes, voir Frédéric Martin, Martin et Mérode.
Rudy de Mérode, de son vrai nom Frédéric Martin, est un espion français à la solde des Allemands, né le 28 décembre 1905 à Silly-sur-Nied (Lorraine annexée) et mort après 1970, probablement en Espagne1, à une date inconnue à ce jour. Il est aussi connu sous les pseudonymes de Rudi von Mérode et Rudi von Montaigne.
Originaires du Luxembourg, les membres de sa famille immigrèrent en France et furent naturalisés dans les années 1920.
Après des études d'ingénieur à Strasbourg puis en Allemagne, il est recruté par l'Abwehr en 1928. En 1934, entrepreneur de travaux publics à Metz, il participe aux travaux de la ligne Maginot où ayant accès à des plans, il les communique aux services allemands. Il est démasqué en 1935 et condamné le 16 octobre 1936 par le tribunal militaire de Metz à 10 ans de détention pour espionnage qu'il purge à la prison de Clairvaux et à 20 ans d'interdiction de séjour.
Pendant la débâcle de juin 1940, des centaines de milliers de personnes fuient sur les routes de France. Le 14 juin à Bar-sur-Aube, un cortège de prisonniers est évacué de la centrale de Clairvaux. Parmi eux, des espions condamnés - dont Rudy de Mérode - en profitent pour s'évader et demander l'aide des Allemands. Juillet 1940, c'est le retour à Paris et l'installation à l'hôtel Lutetia au siège du renseignement militaire allemand. Il est affecté à un bureau d'achat, au 18 rue Pétrarque, servant de couverture à l'espionnage de l'Abwehr. Il s'associe avec un autre agent du SD, un hollandais, Gédéon van Houten, dit le baron d'Humières.
Au commencement, il fait du renseignement avec une équipe composée de trente personnes sous ses ordres, auxquelles il donne des cours d'espionnage. La plupart d'entre elles étant des repris de justice, il les utilise pour repérer la marchandise ou des immeubles. Son équipe réquisitionne beaucoup d'appartements et d'hôtels particuliers, en se présentant comme des policiers français ou le plus souvent comme des policiers allemands. Sa spécialité est le transport de fonds, des sommes accumulées provenant des différents trafics, mais aussi de la recherche d'or sous toutes ses formes, bijoux, pièces ou lingots.
En 1941, ils s'installent au 70 boulevard Maurice-Barrès à Neuilly-sur-Seine, mais van Houten et Mérode se séparent pour désaccord en février 1942.
Avec l'aide du DSK (Devisenschutzkommando, en français « Détachement pour la protection des devises »), organisme d'enquêtes douanières rattaché à la Gestapo, ils ouvraient les coffres privés dans les banques. L'argent et l'or étaient rachetés à vil prix aux propriétaires et, en cas de refus, ceux-ci étaient arrêtés. Si le propriétaire était juif, les valeurs étaient confisquées et celui-ci était remis à la Gestapo pour être incarcéré ou déporté. L'équipe de « la Gestapo de Neuilly » confisqua ainsi plus de quatre tonnes d'or.
Son réseau avait accumulé d'énormes sommes d'argent et fait arrêter, puis déporter, plus de 500 personnes. Au début 1944, l'Abwehr le charge de créer un bureau en Espagne par sûreté. Il s'installe d'abord à Saint-Jean-de-Luz. Au milieu de 1945, il se trouve à Saint-Sébastien, ensuite il gagne Madrid où il se fait appeler « Le prince de Mérode ».
En 1953, il habitait toujours en Espagne, à une soixantaine de kilomètres au nord de Madrid, dans une briqueterie. Condamné à mort par contumace le 18 novembre 1945, il ne fut jamais inquiété par la justice.

## Biographie

### Les débuts
Après des études d'ingénieur à Strasbourg puis en Allemagne, il est recruté par l'Abwehr en 1928. En 1934, entrepreneur de travaux publics à Metz, il participe aux travaux de la ligne Maginot où ayant accès à des plans, il les communique aux services allemands. Il est démasqué en 1935 et condamné un an plus tard à 10 ans de détention pour espionnage qu'il purge à la prison de Clairvaux et à 20 ans d'interdiction de séjour.
Pendant la débâcle de juin 1940, des centaines de milliers de personnes fuient sur les routes de France. Le 14 juin à Bar-sur-Aube, un cortège de prisonniers est évacué de la centrale de Clairvaux. Parmi eux, des espions condamnés - dont Rudy de Mérode - en profitent pour s'évader et demander l'aide des Allemands.

### Retour à Paris
Juillet 1940, c'est le retour à Paris et l'installation à l'hôtel Lutetia au siège du renseignement militaire allemand. Il est affecté à un bureau d'achat, au 18 rue Pétrarque, servant de couverture à l'espionnage de l'Abwehr. Il s'associe avec un autre agent du SD, un hollandais, Gédéon van Houten, dit le baron d'Humières.
Au commencement, il fait du renseignement avec une équipe composée de trente personnes sous ses ordres, auxquelles il donne des cours d'espionnage. La plupart d'entre elles étant des repris de justice, il les utilise pour repérer la marchandise ou des immeubles. Son équipe réquisitionne beaucoup d'appartements et d'hôtels particuliers, en se présentant comme des policiers français ou le plus souvent comme des policiers allemands. Sa spécialité est le transport de fonds, des sommes accumulées provenant des différents trafics, mais aussi de la recherche d'or sous toutes ses formes, bijoux, pièces ou lingots.
En 1941, ils s'installent au 70 boulevard Maurice-Barrès à Neuilly-sur-Seine, mais van Houten et Mérode se séparent pour désaccord en février 1942.
Avec l'aide du DSK (Devisenschutzkommando, en français « Détachement pour la protection des devises »), organisme d'enquêtes douanières rattaché à la Gestapo, ils ouvraient les coffres privés dans les banques. L'argent et l'or étaient rachetés à vil prix aux propriétaires et, en cas de refus, ceux-ci étaient arrêtés. Si le propriétaire était juif, les valeurs étaient confisquées et celui-ci était remis à la Gestapo pour être incarcéré ou déporté. L'équipe de « la Gestapo de Neuilly » confisqua ainsi plus de quatre tonnes d'or. 
Son réseau avait accumulé d'énormes sommes d'argent et fait arrêter, puis déporter, plus de 500 personnes[réf. nécessaire].

### La fuite vers l'Espagne
Au début 1944, l'Abwehr le charge de créer un bureau en Espagne par sûreté. Il s'installe d'abord à Saint-Jean-de-Luz. Au milieu de 1945, il se trouve à Saint-Sébastien, ensuite il gagne Madrid où il se fait appeler « Le prince de Mérode ».
En 1953, il habitait toujours en Espagne, à une soixantaine de kilomètres au nord de Madrid, dans une briqueterie. Condamné à mort par contumace le 18 novembre 1945, il ne fut jamais inquiété par la justice.

## Sources
- Jacques Delarue, Magazine Historia Hors Série no 26, 1972.
- Cyril Eder, Les comtesses de la Gestapo ed. Grasset, 2007.  (ISBN 978-2-246-67401-6)
- Baptiste Roux, Figures de l'Occupation dans l'œuvre de Patrick Modiano, Paris, L'Harmattan, 1999, 334 p.  (ISBN 2-7384-8486-7) (Google Books)